# Ergotimos

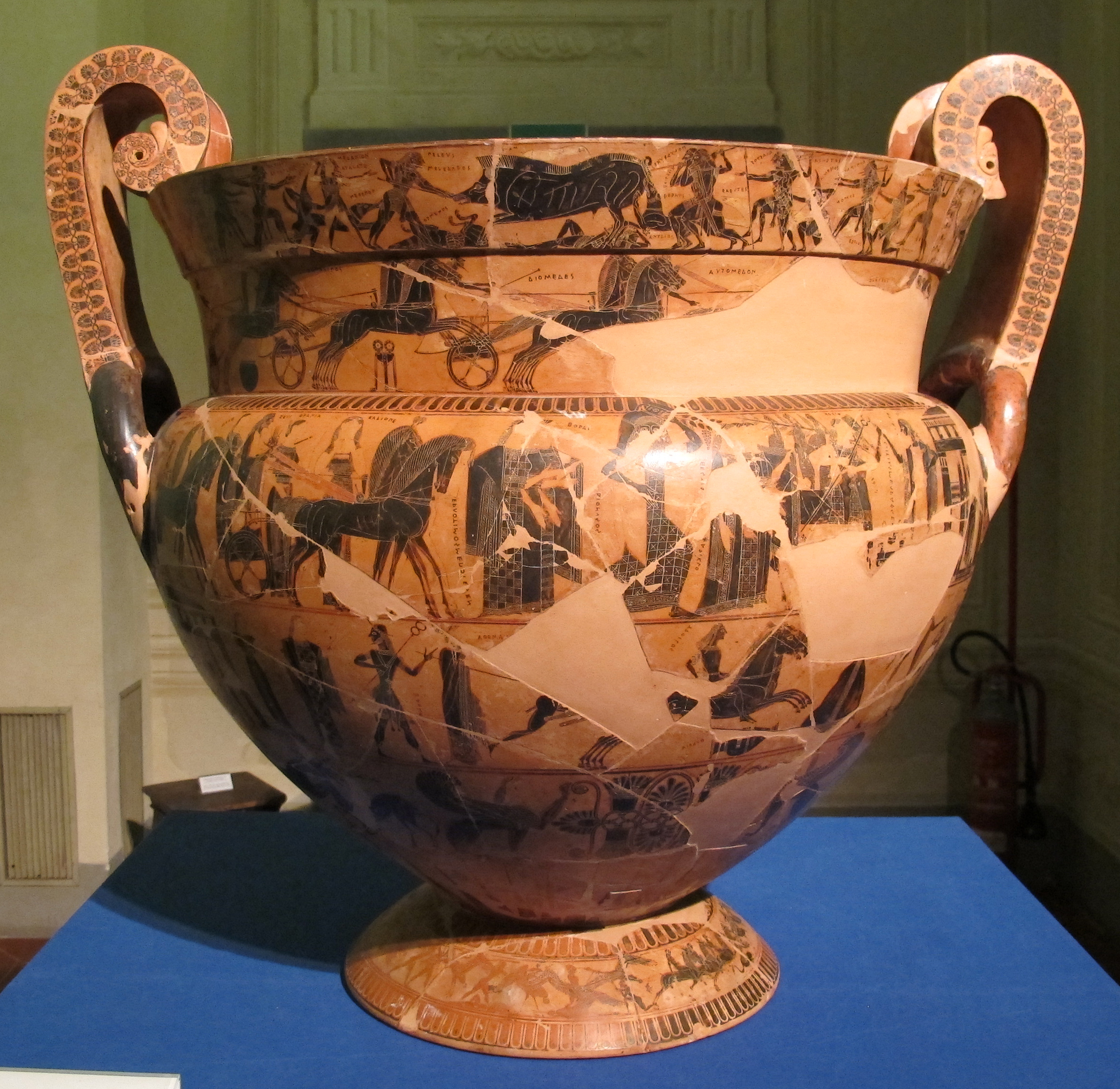
Die Françoisvase

Ergotimos (altgriechisch Ἐργότιμος) war ein griechischer Töpfer, der um 570–560 v. Chr. in Athen tätig war. Sein Sohn Eucheiros war ebenfalls Töpfer, ebenso ein namentlich unbekannter Enkel.
Von ihm sind folgende signierte Werke bekannt:
- Berlin, Antikensammlung 3151: fußlose Schale
- Berlin, Antikensammlung V. I. 4604: Gordionschale, aus Gordion
- Delphi: Fragment eines Skyphos oder Kantharos
- Florenz, Museo Archeologico Etrusco 4209: Volutenkrater, die sogenannte Françoisvase
- London, British Museum und Cambridge, Fitzwilliam Museum: Fragmente zweier Schalen aus Naukratis
- New York, Metropolitan Museum 31.11.4: Ständer

Sie sind bis auf die Schale Berlin 3151 alle von dem Vasenmaler Klitias bemalt.